# Алън Фолсъм
Алън Фолсъм (на английски: Allan Folsom) е американски писател на бестселъри в жанра трилър.

## Биография и творчество
Алън Р. Фолсъм е роден на 9 декември 1941 г. в Орландо, Флорида, САЩ, в семейството на Едвин У. и Ада Фолсъм. Израства в Бостън, където завършва Бостънския университет с бакалавърска степен през 1963 г. Докато е в университета започва да пише сценарии за киното и телевизията.
След завършването си заминава за Лос Анджелис, Калифорния. Първоначално започва да робити като шофьор за доставка, а после като монтажист и оператор в телевизионното производство. През 1965-1966 г. е помощник редактор и помощник продуцент на документални телевизионни филми. През 1967 г. реализира първия си сценарий за документален филм, а след това продължава да работи във филмопроизводството.
През 1994 г. дебютира с трилъра „Денят след утре“ и една възможна международна конспирация. Романът дебютира под №3 в списъка на бестселърите на „Ню Йорк Таймс“ и се продава в тираж от над един милиона копия. Преведен е на над 25 езика в много държави по света.
Следващият му роман „Ден за изповед“ от 1998 г. също е бестселър.
През 2004 г. Фолсъм стартира серията си трилъри „Никълъс Мартин“. Главният герой Никълъс Мартин е бивш детектив от отдел „Убийства“ в полицията на Лос Анджелис. Живее в Манчестър, Англия, далеч от своето полицейско минало, и се занимава с ландшафтна архитектура. Престъпленията и конспирациите обаче не са престанали и неговият опит и способности стават решаващи в тяхното пресичане.
Фолсъм е член на Гилдията на писателите на американския Запад.
Алън Фолсъм живее в Санта Барбара с жена си и тяхната дъщеря Ада. Умира от метастази на меланома на 16 май 2014 г.

## Произведения

### Самостоятелни романи
- The Day After Tomorrow (1994-1998)
Денят след утре, изд.: ИК „Обсидиан“, София (1994), прев. Любомир Николов – Нарви
- Day of Confession (1998)
Ден за изповед, изд.: ИК „Обсидиан“, София (1998), прев. Любомир Николов

### Серия „Никълъс Мартин“ (Nicholas Marten)
1. The Exile (2004)
Претендентът, изд.: ИК „Обсидиан“, София (2004), прев. Богдан Русев
2. The Machiavelli Covenant (2006)
Завещанието на Макиавели, изд.: ИК „Обсидиан“, София (2008), прев. Веселин Лаптев
3. The Hadrian Memorandum (2009)
Протоколът „Адриан“, изд.: ИК „Обсидиан“, София (2009), прев. Веселин Лаптев